# Appel Feinkost
Die Maris Food GmbH ist ein Hersteller von Fischdauerkonserven, der aus der Appel Feinkost GmbH & Co. KG hervorgegangen ist. Der Unternehmenssitz befindet sich in Cuxhaven. Für die eigenen Produkte wird weiterhin die Marke Appel verwendet.
Das Unternehmen gehörte bis Ende 2022 zur niedersächsischen Heristo Aktiengesellschaft. Mit Wirkung zum 1. Januar 2023 verkaufte Heristo Appel an die Frankfurter Investmentgesellschaft Sustainable & Invest GmbH.

## Geschichte
Der Pastorensohn Heinrich Wilhelm Appel (1850–1923) machte eine Kaufmanns-Lehre und gründete 1879 in Hannover, im Hof des Hotel Kasten, eine Zucker- und Kolonialwaren-Großhandlung. Man nannte ihn auch Zuckerappel. 1886 zog er um in den Engelbosteler Damm 72. Ab 1895 entwickelt sich das Unternehmen zu einer Delikatessen-Großhandlung. Nachdem er zunächst fremde Produkte vertrieben hatte, stellte er bald einen eigenen Tafelsenf und ab 1898 Marinaden für Appels Bismarck- und Rollhering her.
Seinen Sohn Heinz Appel, der ab 1902 eine Lehre in einer Hamburger Erz-Importfirma gemacht hatte, nahm er 1905 in sein Unternehmen auf. Ab demselben Jahr stellte er auch eine Mayonnaise nach deutschem Geschmack her, mit der der Name „Appel“ Weltgeltung errang. 1909 entwarf Änne Koken das Markenzeichen der Firma mit dem Hummer. Im selben Jahr erhielt Heinz Appel Prokura. Er erweiterte 1911 die Produktion mit einem Zweigwerk in Altona zur Verarbeitung von Fischen.

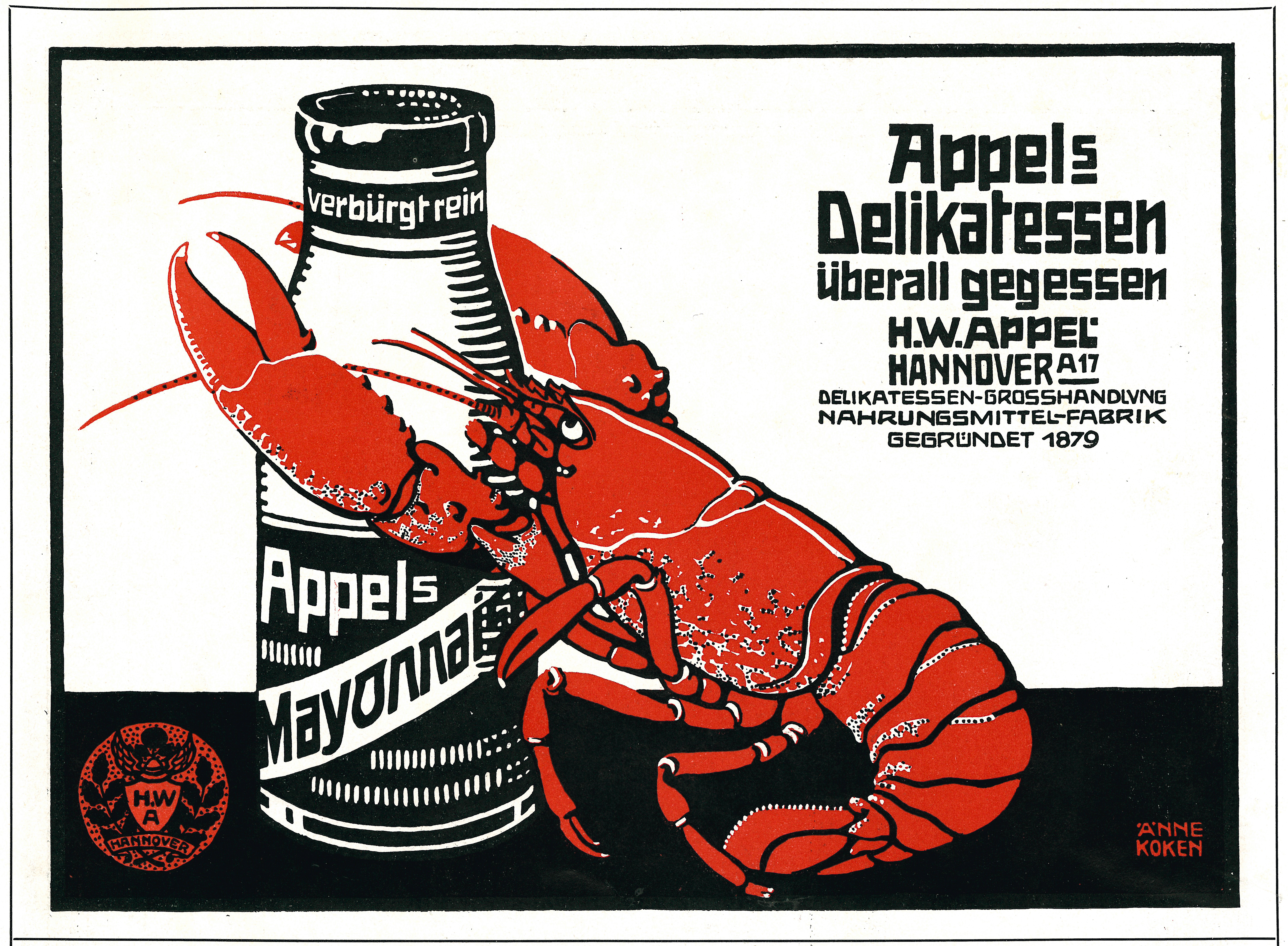
Änne Kokens 1909 entworfener Hummer an der Mayonnaise als Markenzeichen der „Delikatessen-Grosshandlung und Nahrungsmittel-Fabrik“ Heinrich Wilhelm Appel (H.W.A.); Zweifarb-Druck der Illustrirten Zeitung Nr. 3538 vom 20. April 1911
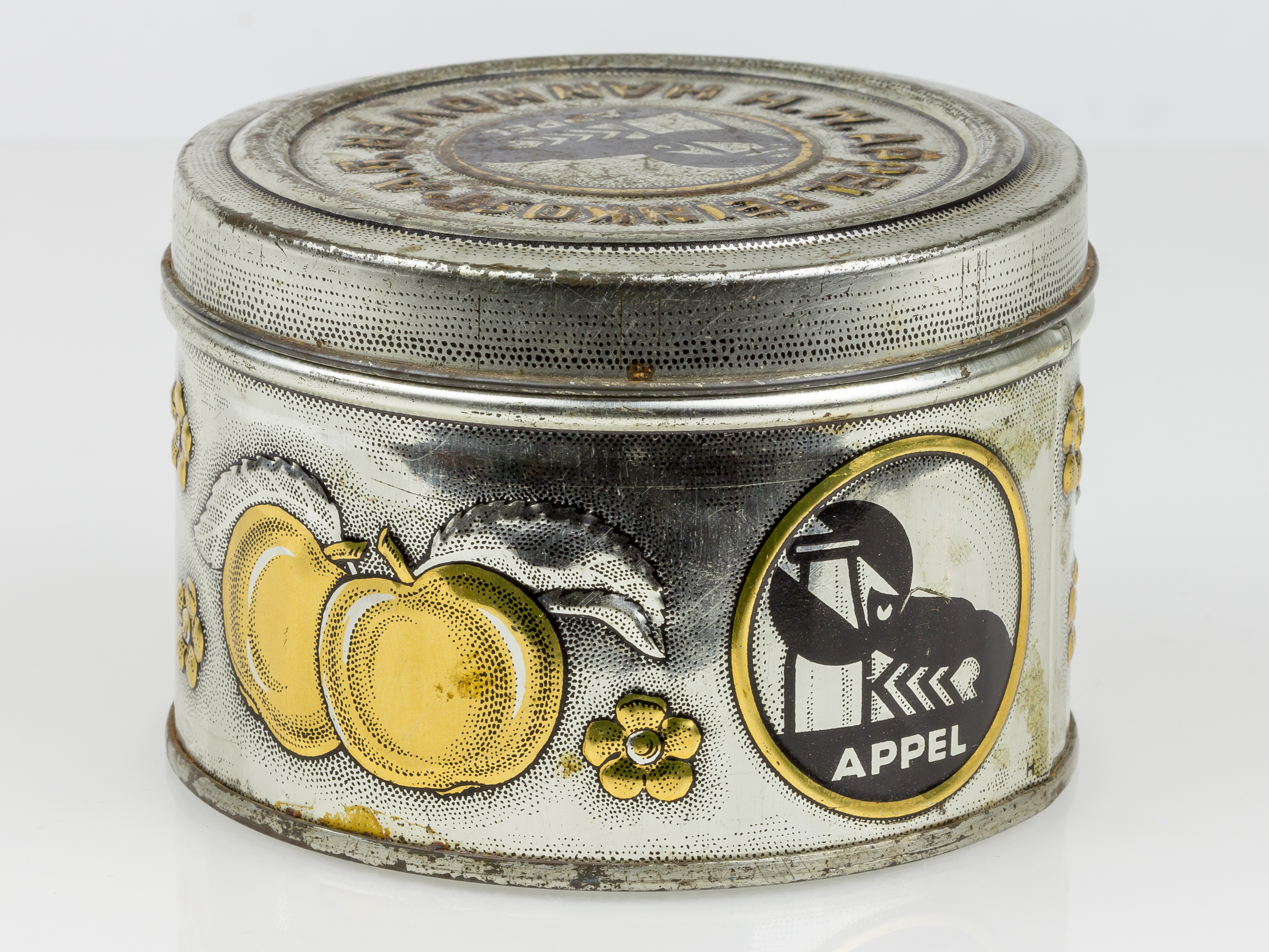
Metalldose für Rheinisches Apfelkraut mit dem Markenzeichen von Appel
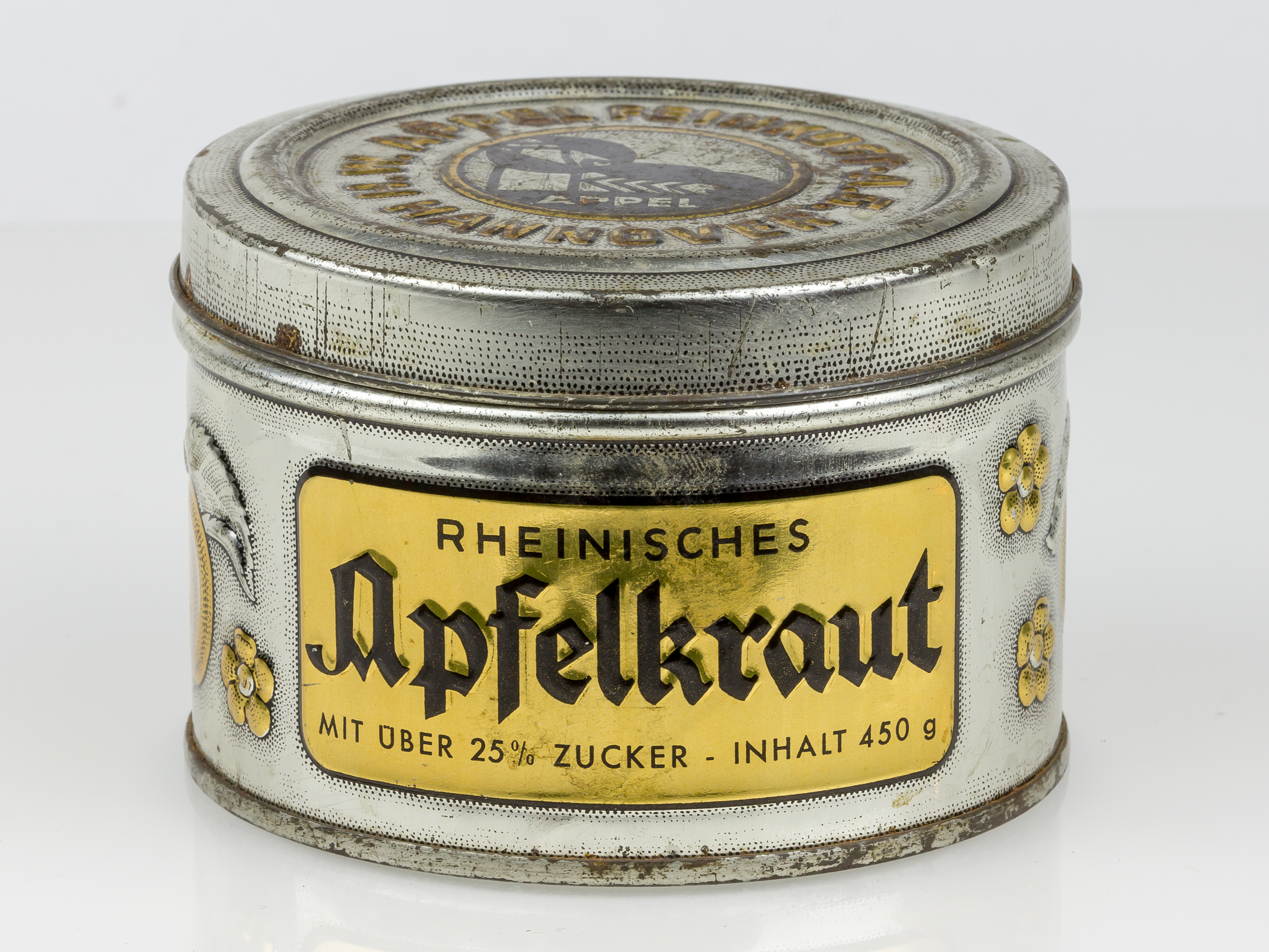
Metalldose für Rheinisches Apfelkraut

Im Jahr 1912 ersetzte Heinz Appel das Fremdwort „Delikatessen“ durch die Eindeutschung „Feinkost“. Sie ist Teil des Firmennamens – früher: Feinkost-Fabrik H. W. Appel, heute: Appel Feinkost.
Die Produktion wurde 1916 erneut mit der Einrichtung eines Zweigwerkes in Lauterbach auf Rügen erweitert. Im gleichen Jahr begründeten Heinrich und Heinz Appel eine betriebliche Sozialfürsorge.

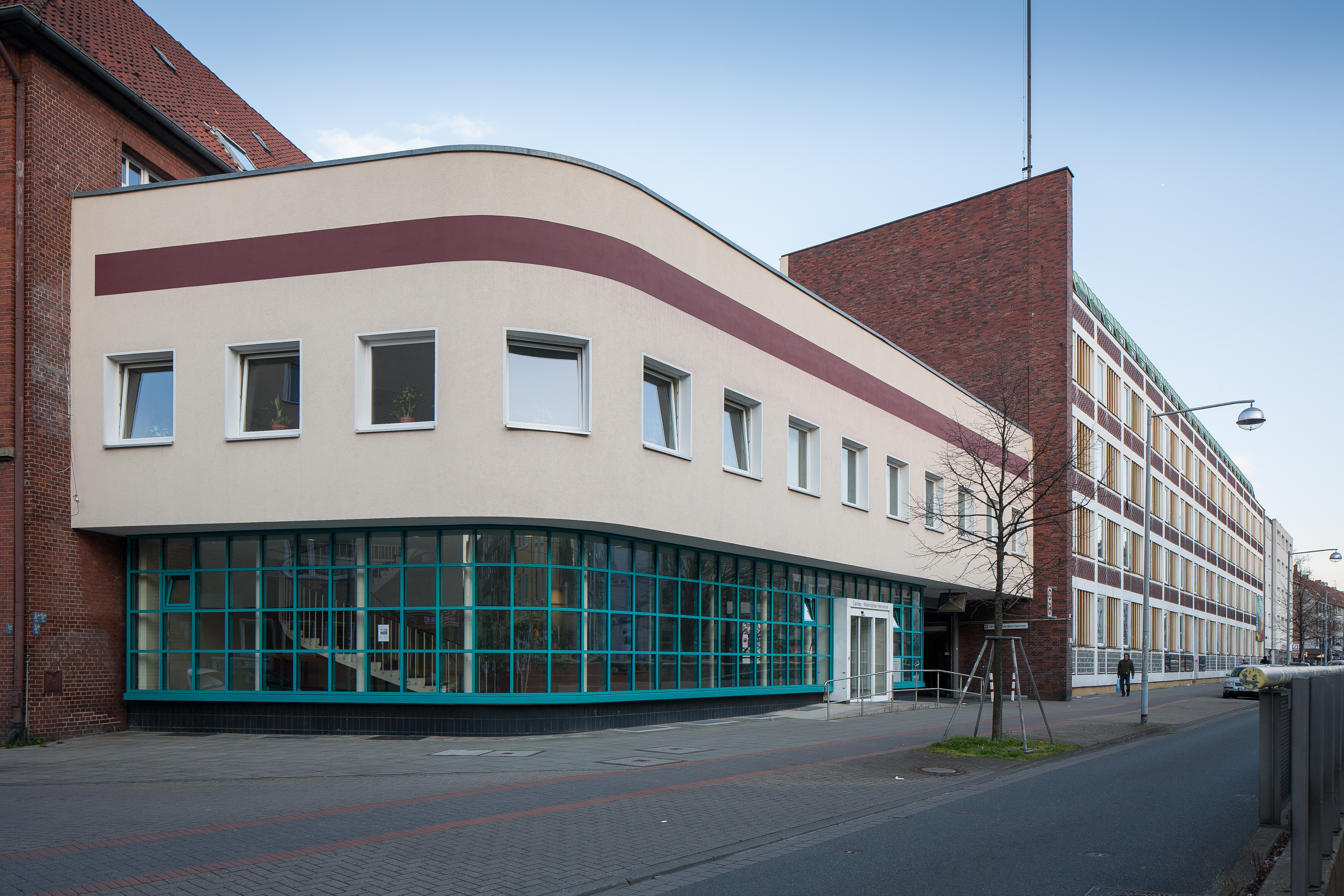
Die ehemalige Feinkostfabrik Appel am Engelbosteler Damm 72 in Hannover

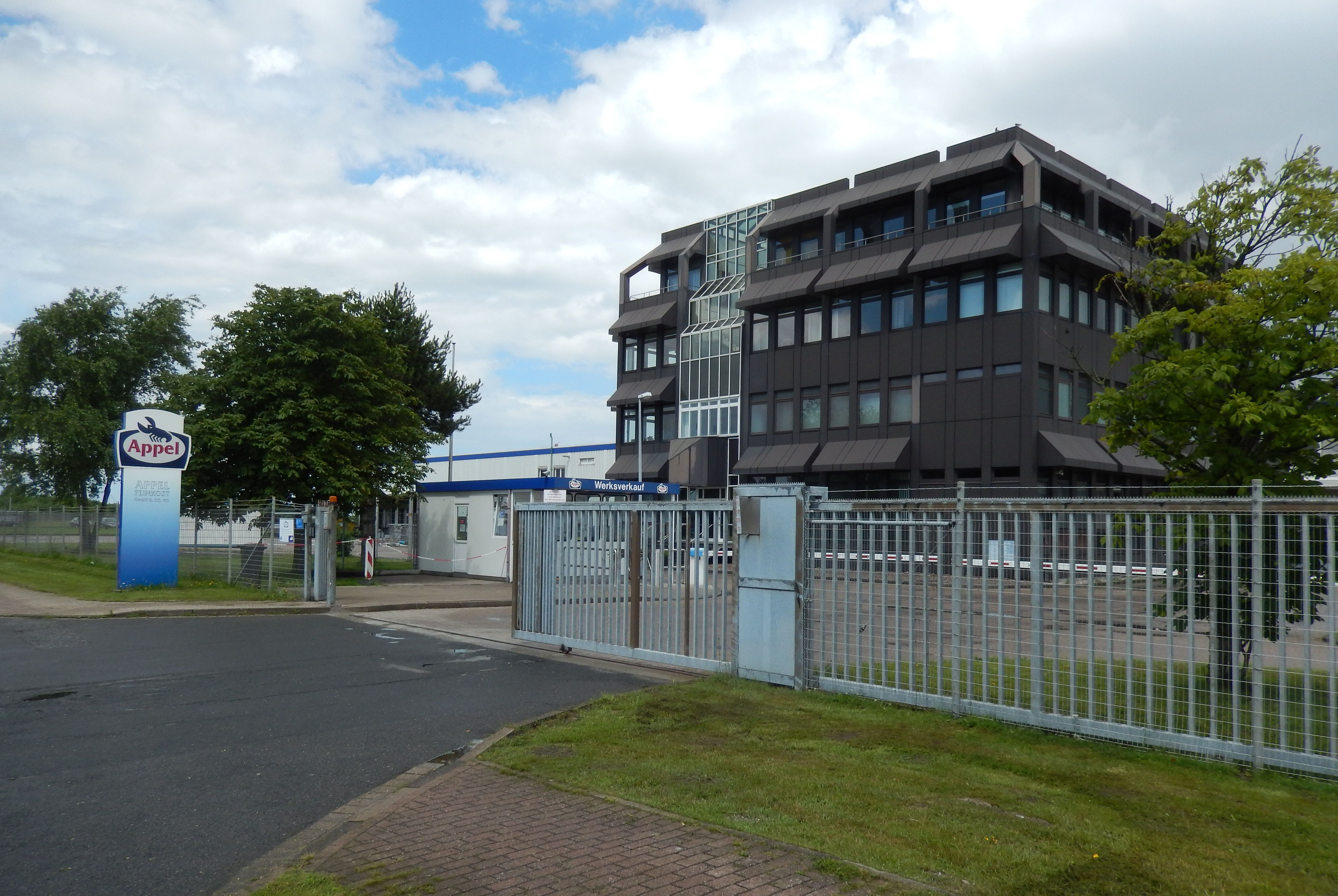
Appel Feinkost in Cuxhaven

Heinz wurde 1920 Teilhaber. Nach dem Tod seines Vaters 1923 übernahm er das Unternehmen, wandelte es in eine Aktiengesellschaft um, worauf es stark expandierte: 1924 und 1934/35 durch Erweiterungen in Hannover Engelbosteler Damm und Schöneworth, 1925 und 1928 in Altona. 1931 übernahm er die Krebsabteilung der Triumph AG in Prostken/Ostpreußen. 1939 stellte Appel mit über 1.400 Mitarbeitern mehr als 1.000 Feinkostartikel her und war das größte Unternehmen seiner Art in Deutschland.
Im Zweiten Weltkrieg fielen seine drei Söhne. Mit Kriegsende waren die Fabriken in Ostpreußen und auf Rügen verloren, die in Hannover und Altona zerstört. Aber Heinz Appel baute das Unternehmen wieder auf. Nachdem er 1958 einen Schlaganfall erlitten hatte, übergab er den Vorstandsvorsitz seinem Schwiegersohn Werner Blunck. Nach Heinz Appels Tod benannte die Landeshauptstadt Hannover 1962 ihm zu Ehren die Militärstraße in Appelstraße um.
Im Jahr 1973 verkaufte die Familie Appel ihre Aktienmehrheit an die Südzucker, die aber das Geschäft in der Rezession nach der Ölkrise nicht in den Griff bekam. 1975 wurde es an die Düsseldorfer Senf- und Konserven-Industrie Frenzel KG verkauft, die noch im gleichen Jahr das Werk Hannover stilllegte und das Gebäude 1976 an die Diözese Hildesheim verkaufte. Die Produktion der Appel & Frenzel Feinkost wurde in ihren Werken Düsseldorf und Jülich konzentriert. 1977 wurde es in eine GmbH umgewandelt. Als Appel Feinkost GmbH & Co. KG mit Sitz in Cuxhaven gehört das Unternehmen seit 1999 zur Heristo AG. Die Geschäfte von Appel führt die Schwesterfirma Norda Fisch Feinkost GmbH.

## Medienecho (Auswahl)
- Simon Benne: Mythen in Tüten / Aufstieg und Fall einer hannoverschen Firma: Appel erfand einst das Wort „Feinkost“ – jetzt hat die Urenkelin des Firmengründers die Geschichte des Traditionsbetriebes erforscht, in: Hannoversche Allgemeine Zeitung vom 6. September 2013
- Christine Šarac: Hessentag war der Ideengeber, Bericht über Kristina Huttenlocher, die in Oberursel lebende Ur-Enkelin des Firmengründers, und ihr Buch „Appel Feinkost - Ein Familienunternehmen im Wandel der Zeit“, in: Taunus-Zeitung vom 4. Oktober 2013